# De geplaagde Plantijn
De geplaagde Plantijn is een stripverhaal uit de reeks van Suske en Wiske. Het is geschreven door Peter Van Gucht en getekend door Luc Morjaeu. Het kwam uit als 366ste album in de Vierkleurenreeks op 11 januari 2023. Het verhaal is gebaseerd op het leven van Christoffel Plantijn.

## Personages
- Suske, Wiske, Lambik, tante Sidonia, Jerom, professor Barabas, Dirkus, Helene-Edith Orial, verkoper op een veiling, publiek, Kate de Kraker met haar kat, Don Alfonso del Pumbacos, Don Carlos Cornichon, Plantijn en werkneers, Spanjaarden

## Locaties
- Antwerpen (stad), markt, huis van Lambik, huis en laboratorium van professor Barabas, Koekeneirui 8, herberg De Platte Talloor, In den smullenden paap, drukkerij Plantijn, In de halfvolle bierpul, Bij den Neurk, Het Steen, Stadhuis van Antwerpen

## Uitvindingen
- radiokoolstofdetector, teletijdmachine met teletijdapp, teledresser,

## Verhaal
In 1585 heeft Dirkus het aan de stok met een vrouw. Hij dreigt Plantijn aan de galg te praten, maar raakt zijn geheugen kwijt. Tante Sidonia is – in het heden – met Suske en Wiske op een veiling en koopt een oude kaart voor Lambiks verjaardag. Een vrouw wil deze kaart per se overnemen, maar tante Sidonia weigert. Lambik is blij met de kaart en ontdekt een kruisje. Samen met de kinderen gaat hij op jacht naar de schat. Ze gaan naar professor Barabas en horen dat de kaart werd verkocht bij Pantijn, een beroemde Antwerpse drukker. Gillis Coppens drukte de kaart die bestond uit 20 delen en zelf in elkaar moest worden gezet. Onder de radiokoolstofdetector wordt bekend dat de kaart in 1565 is gedrukt en dat het kruisje er 20 jaar later op is gezet.
De vrienden reizen naar het verleden en horen dat een afgevaardigde van koning Filips II van Spanje op bezoek is om op protestanten te jagen. De vrienden ontdekken dat de Spanjaarden in het huis zitten waar het kruisje naar verwijst en Lambik probeert binnen te komen. Suske en Wiske gaan naar drukkerij Plantijn en laten de kaart zien. Plantijn doet alsof het kruisje een drukfout aantoont, maar de kinderen weten dat het kruisje pas later werd gezet en bovendien niet door Plantijn werd gedrukt.
Ze zien de man even later vertrekken en volgen hem. Hij gaat naar Koekeneirui 8 en vertrekt snel weer als hij ontdekt dat daar Spanjaarden zijn. In een herberg praat hij met de vrouw, die het met Dirkus aan de stok had. De vrouw ontdekt de kinderen en sluit hen op in een ton. Inmiddels is professor Barabas met een touw vastgebonden en hoort dat Kate over de kaart hoorde door Joop Jatter. Ze denkt een schat te kunnen vinden. Lambik heeft zich inmiddels vermomd als Spanjaard en gaat weer naar Koekeneirui 8. Hij vindt een verstopte kist, maar wordt dan door de vrouw tegengehouden. Suske en Wiske komen tussenbeide en vertellen dat Don Carlos terugkomt en Lambik op de pijnbank wil leggen. De vrouw vlucht dan naar Amsterdam. De Spanjaarden komen inderdaad terug en Lambik wil dan de helft van de schat geven. Er blijken echter lutherse pamfletten in de kist te liggen. Lambik wordt naar Het Steen gebracht en de Spanjaarden gaan op zoek naar Plantijn, die de pamfletten heeft gedrukt. Als Plantijn dit hoort, vlucht hij naar Leiden. Hij wordt echter opgepakt.
Lambik hoort van Plantijn dat er veel lutherse drukwerken achterbleven toen de Spanjaarden de stad binnenvielen. Dirkus verstopte deze en gaf op de kaart aan waar hij ze begraven had. Hij wilde dukaten van Plantijn en dreigde hem anders aan te geven met de verborgen pamfletten. Met het geld wilde Dirkus vluchten naar Amsterdam. Plantijn stuurde Elene-Edith Orial op Dirkus af. Ze moest hem ontvoeren, maar Dirkus verloor zijn geheugen. Inmiddels zijn Suske en Wiske op het bevroren water op weg naar een schip waar de pamfletten in zijn verborgen. Ze willen het bewijs vernietigen om zo Lambiks leven te redden. Ze ruilen de papieren om. Lambik en Plantijn worden naar het Stadhuis van Antwerpen gebracht. Plantijn drukte de Biblia Regia voor Filips II en Pumbacos wil dus gedegen bewijs. Als blijkt dat er in de kist recepten voor paella zitten(deze hadden Suske en Wiske erin gedaan), worden de gevangenen vrijgelaten.
Plantijn krijgt incagoud, dat door Kate wordt opgeëist. Professor Barabas flitst haar kat naar het verleden en Kate wordt door het beeldje geraakt, waardoor professor Barabas haar kan vastbinden. Ze wordt later door de politie meegenomen. Plantijn besluit ketters drukwerk alleen in Leiden te laten drukken. Lambik laat een kist vol albums van Suske en Wiske naar Plantijn versturen met behulp van de teletijdmachine.